# Анијер сир Вегр
Анијер сир Вегр (фр. Asnières-sur-Vègre) је насељено место у Француској у региону Лоара, у департману Сарт.
По подацима из 2011. године у општини је живело 396 становника, а густина насељености је износила 31,33 становника/km².

## Демографија
| 1962. | 1968. | 1975. | 1982. | 1990. | 2011. |
| ----- | ----- | ----- | ----- | ----- | ----- |
| 421   | 387   | 406   | 356   | 338   | 396   |